# Profesionalen Obštinski Futbolen Klub Botev Vraca 2017-2018

## Rosa
Aggiornata al 22 agosto 2018.
| N. |                       | Ruolo | Calciatore         |
| -- | --------------------- | ----- | ------------------ |
| 1  | Bulgaria (bandiera)   | P     | Hristo Mitov       |
| 6  | Bulgaria (bandiera)   | C     | Daniel Gadzhev     |
| 7  | Bulgaria (bandiera)   | C     | Georgi Valchev     |
| 9  | Bulgaria (bandiera)   | A     | Ivan Kolev         |
| 10 | Bulgaria (bandiera)   | C     | Petar Atanasov     |
| 11 | Bulgaria (bandiera)   | C     | Andreas Vasev      |
| 14 | Bulgaria (bandiera)   | C     | Daniel Genov       |
| 17 | Bulgaria (bandiera)   | C     | Spas Georgiev      |
| 18 | Bulgaria (bandiera)   | C     | Ivan Velchev       |
| 19 | Bulgaria (bandiera)   | C     | Ivaylo Mihaylov    |
| 20 | Bulgaria (bandiera)   | D     | Kostadin Gadzhalov |
| 21 | Tagikistan (bandiera) | D     | Iskandar Dzhalilov |
| 22 | Bulgaria (bandiera)   | D     | Mihail Milchev     |

| N. |                     | Ruolo | Calciatore         |
| -- | ------------------- | ----- | ------------------ |
| 23 | Bulgaria (bandiera) | C     | Todor Trayanov     |
| 26 | Bulgaria (bandiera) | D     | Mariyan Ivanov     |
| 30 | Bulgaria (bandiera) | A     | Valeri Domovčijski |
| 33 | Bulgaria (bandiera) | P     | Krasimir Kostov    |
| 34 | Bulgaria (bandiera) | P     | Nikolay Krastev    |
| 37 | Bulgaria (bandiera) | D     | Vencislav Kerčev   |
| 39 | Bulgaria (bandiera) | D     | Alekszandar Petrov |
| 58 | Bulgaria (bandiera) | D     | Atanas Fidanin     |
| 71 | Bulgaria (bandiera) | C     | Emil Stoev         |
| 88 | Bulgaria (bandiera) | C     | Yordan Apostolov   |
| 94 | Bulgaria (bandiera) | C     | Yuliyan Nenov      |
|    | Bulgaria (bandiera) | D     | Georgi Kremenliev  |
|    | Bulgaria (bandiera) | A     | Valeri Božinov     |